# Diocèse de la Loire-Inférieure
Le diocèse de la Loire-Inférieure ou, en forme longue, le diocèse du département de la Loire-Inférieure est un ancien diocèse de l'Église constitutionnelle en France.
Créé par la constitution civile du clergé de 1790, il est supprimé à la suite du concordat de 1801. Il couvrait le département de la Loire-Inférieure (actuelle Loire-Atlantique). Le siège épiscopal était Nantes.
Plusieurs paroisses transformées en communes sont transférées hors de l'ancien évêché de Nantes :

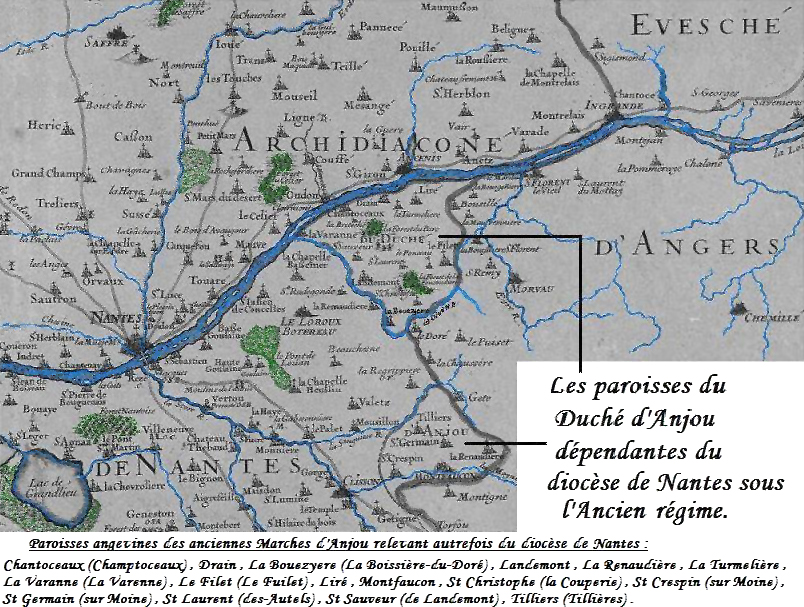
Paroisses de l'Anjou dépendantes autrefois du diocèse de Nantes.

- Paroisses rattachées au diocèse du Morbihan :
  - Pénestin (qui dépendait auparavant de la paroisse d'Assérac)
  - Camoël
  - Férel
  - La Roche-Bernard
  - Nivillac
  - Saint-Dolay
  - Théhillac

- Paroisses rattachées au diocèse d'Ille-et-Vilaine :
  - Sainte-Anne-sur-Vilaine (paroisse du Fougeray)
  - Grand-Fougeray (paroisse du Fougeray)
  - La Dominelais (paroisse du Fougeray)
  - Teillay

- Paroisses rattachées au diocèse de Maine-et-Loire (anciennes paroisses des Marches d'Anjou et de Bretagne) :
  - La Prévière
  - Freigné
  - La Cornuaille
  - La Varenne
  - Champtoceaux
  - Saint-Sauveur-de-Landemont
  - Landemont
  - Saint-Christophe-la-Couperie
  - Saint-Laurent-des-Autels
  - Le Fuilet
  - Drain
  - Liré
  - Tillières
  - Saint-Crespin-sur-Moine
  - Montfaucon (regroupant notamment les paroisses de : Saint-Germain-de-Montfaucon et de Saint-Georges-de-Montfaucon)
  - La Renaudière

- Paroisses rattachées au diocèse de la Vendée :
  - Cugand
  - La Bruffière
  - La Bernardière
  - Saint-André-Treize-Voies
  - Bouin

Inversement, un certain nombre de communes sont rattachées au département de Loire-Inférieure alors que les paroisses ne relevaient pas jusque-là de l'évêché de Nantes.
- de l'évêché de Rennes :
  - Fercé
  - Noyal-sur-Brutz
  - Villepot

- de l'évêché de Luçon :
  - Legé
  - Saint-Étienne-de-Corcoué

## Sources
- Cet article est partiellement ou en totalité issu de l'article intitulé « Diocèse de Nantes » (voir la liste des auteurs).